# Leslie Caron
Leslie Claire Margaret Caron (Boulogne-Billancourt, Francia, 1 de julio de 1931), conocida como Leslie Caron, es una actriz y bailarina franco-estadounidense nominada a los Óscar, ganadora de un Globo de Oro y de un Emmy.

## Carrera
"No soy una bailarina. Me defiendo."

Hija del químico Claude Caron y de la bailarina norteamericana Margaret Petit, Leslie Caron se preparó para su futura carrera desde muy pequeña, gracias a la ayuda de su madre.[cita requerida]
Caron fue descubierta por Gene Kelly mientras bailaba con un ballet. El afamado bailarín la escogió para ser su pareja en el clásico Un americano en París (1951). Su éxito fue tan elocuente que firmó un contrato de larga duración con MGM, lo que le permitió aparecer en otros títulos como Las zapatillas de cristal (1955) o Lili (1953). Precisamente esta actuación le permitió  conseguir su primera nominación a los Óscars en 1953. En la segunda mitad de los años 1950, apareció en títulos tan inolvidables como Papá piernas largas (1955) con Fred Astaire o Gigi (1958), con Louis Jourdan y Maurice Chevalier.
Comoquiera que los musicales empezaban a entrar en un lento declive a principios de los años 1960, Caron dio un giro a su carrera con la interpretación de una embarazada esperando abortar en La habitación en forma de L (1962), papel que la llevó a ser nominada a los Óscar en la categoría mejor actriz principal y ganar esa misma categoría en los Premios BAFTA.[cita requerida]
Sus otras apariciones en los últimos años incluyen Operación whisky (1964), junto a Cary Grant, la obra de Ken Russell sobre Valentino (1977), sobre el mítico actor Rodolfo Valentino y donde Caron hace el papel de Alla Nazimova, o la obra de Louis Malle Herida (1992). También hay que destacar su participación en el aclamado film de Lasse Hallström Chocolat (2000) o, más recientemente, Le Divorce (2003), de James Ivory.

## Vida personal
Caron se casó con Geordie Hormel, nieto del fundador de la empresa alimenticia Hormel en septiembre de 1951. Se divorciaría en 1954.
Su segundo marido sería el actor y director británico Peter Hall con el que tendría dos hijos, Christopher (productor de televisión) en 1957 y Jennifer (actriz) en 1958. Cuando se divorciaron en 1965, se culpó a Warren Beatty de ser el responsable y la justicia británica le obligó a pagar los costes del juicio. Caron tuvo un romance con Beatty (1961).
En 1969, se casaría con el productor Michael Laughlin con el que estaría unida hasta 1980.
A éstos, hay que añadir los diferentes novios que tuvo Caron como Peter Lawford, Frank Sinatra, el guionista Jean-Pierre Petrolacci o Robert Wolders (exmarido de Merle Oberon y amante de Audrey Hepburn).
Por último se casaría con Paul Magwood (trabajador en productoras como backstage y con el que estaría hasta 2003, viviendo en Wisconsin). En semirretiro del mundo del cine, tenía un confortable hotel (Auberge La Lucarne aux Chouettes) en Villeneuve-sur-Yonne, a unos 100 km al sur de París.

## Filmografía
- Un americano en París (1951) (An American in Paris), de Vincente Minnelli.
- The Man with a Cloak (1951), de Fletcher Markle.
- Glory Alley (1952), de Raoul Walsh.
- Tres amores (The Story of Three Loves) (1953), de Vincente Minnelli.
- Lili (1953), de Charles Walters.
- La zapatilla de cristal (The Glass Slipper) (1955), de Charles Walters.
- Papá piernas largas (Daddy Long Legs) (1955), de Jean Negulesco.
- Gaby (1956), de Curtis Bernhardt.
- Gigi (1958), de Vincente Minnelli.
- The Doctor's Dilemma (1958), de Anthony Asquith.
- The Man Who Understood Women (1959), de Nunnally Johnson.
- The Subterraneans (1960), de Ranald MacDougall.
- Austerlitz (1960), de Abel Gance.
- Fanny (1961), de Joshua Logan.
- Las cuatro verdades (1962) (Les quatre vérités), de Alessandro Blasetti.
- Al filo de la noche (Guns of Darkness) (1962), de Anthony Asquith.
- La habitación en forma de L (The L-Shaped Room) (1962), de Bryan Forbes.
- Operación whisky (Father Goose) (1964), de Ralph Nelson.
- El favor (A Very Special Favor) (1965), de Michael Gordon.
- Prométele cualquier cosa (Promise Her Anything) (1965), de Arthur Hiller.
- ¿Arde París? (1966) (Paris brûle-t-il?), de René Clément.
- El padre de familia (Il padre di famiglia (1969), de Nanni Loy.
- Madron (1970), de Jerry Hopper.
- Chandler (1971), de Paul Magwood.
- Sérail (1976), de Eduardo de Gregorio.
- El amante del amor (1977) (L’Homme qui aimait les femmes), de François Truffaut.
- Valentino (1977), de Ken Russell.
- Nicole (1978), de István Ventilla.
- Goldengirl (1979), de Joseph Sargent.
- Kontrakt (1980), de Krzysztof Zanussi.
- Tous vedettes (1980), de Michel Lang.
- Coco Chanel (Chanel Solitaire) (1981), de George Kaczender.
- Imperativ (1982), de Krzysztof Zanussi.
- La diagonal del loco (La Diagonale du fou) (1984), de Richard Dembo.
- Más allá de la aventura (Courage Mountain) (1990), de Christopher Leitch.
- Herida (1992) (Fatale) , de Louis Malle.
- The Genius (1993), de Emily Breer.
- Guerreros y cautivas (Guerriers et captives) (1994), de Edgardo Cozarinsky.
- A Hundred and One Nights of Simon Cinema (1995) (escenas eliminadas)
- Los comediantes (1994) (Funny Bones), de Peter Chelsom.
- Deja que sea yo (1995) (Let It Be Me), de Eleanor Bergstein.
- The Reef (1999), de Robert Allan Ackerman.
- From Russia to Hollywood: The 100-Year Odyssey of Chekhov and Shdanoff (1999) (documental), de Frederick Keeve.
- Chocolat (2000), de Lasse Hallström.
- Las últimas rubias explosivas (2000) (The Last of the Blonde Bombshells), de Gillies MacKinnon.
- Le Divorce (2003), de James Ivory.

## Televisión
- Carola (1973), de Norman Lloyd.
- QB VII (1974) (QB VII), de Tom Gries.
- Die Unerreichbare (1982), de Krzysztof Zanussi.
- Falcon Crest (1987).
- The Man Who Lived at the Ritz (1988), de Desmond Davis.
- El tren de Lenin (1990), de Damiano Damiani.
- The Ring (1996).
- The Last of the Blonde Bombshells (2000).
- Murder on the Orient Express (2001).
- Caron coprotagonizó Law & Order: Special Victims Unit en el episodio Recall (2006).

## Premios y distinciones
Premios Óscar
| Año  | Categoría               | Película                    | Resultado |
| ---- | ----------------------- | --------------------------- | --------- |
| 1954 | Oscar a la mejor actriz | Lili                        | Nominada  |
| 1964 | Oscar a la mejor actriz | La habitación en forma de L | Nominada  |